# 苗栗縣卓蘭鎮立圖書館

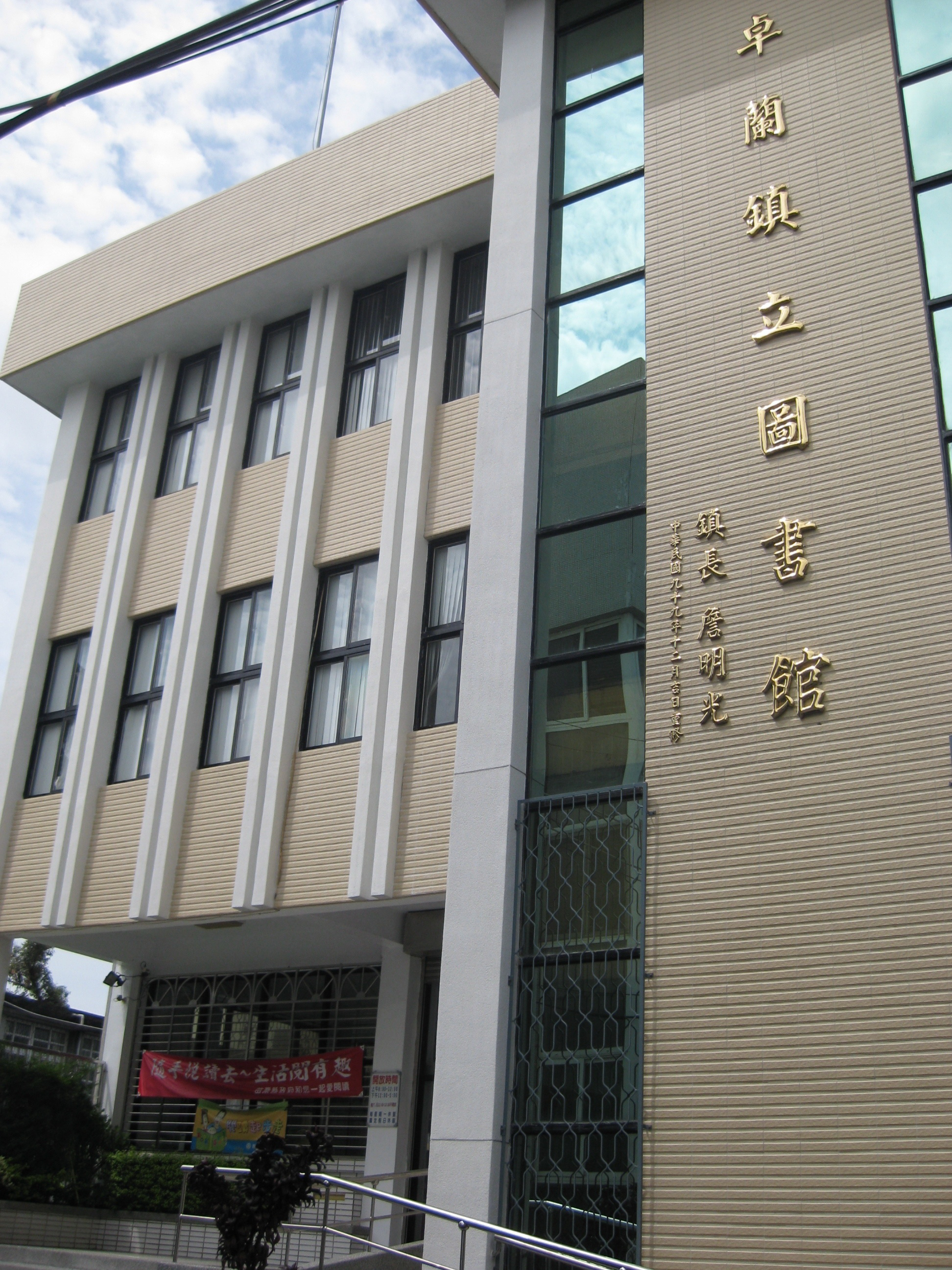
卓蘭鎮圖書館外觀

苗栗縣卓蘭鎮立圖書館為苗栗縣卓蘭鎮成立的公共圖書館，隸屬於卓蘭鎮公所，總館位於苗栗縣卓蘭鎮中山路125之1號。

## 歷史
此圖書館根據臺灣省加強文化建設第一期重要措施，被列為民國77年建館補助對象，其中200萬元由臺灣省政府補助，200萬元由苗栗縣政府補助，剩下的200萬元則是卓蘭鎮公所自籌的配合款。在補助核定後，於民國78年4月3日開工，後於民國79年3月18日完工。完工後，於民國80年8月21日正式啟用。後來在921大地震過後，行政院公共工程委員會補助經費以修繕在地震中受損的建築物。

## 各樓層
共有3層樓，其中1樓是兒童閱覽區和雜誌閱報區。2樓則是典藏者人文、社會、科學等各種類型的圖書的書庫，並且民眾可以在此樓層辦理借書手續。3樓則可做為閱覽室、視聽室或會議室使用。

## 特色
- WIFI無線網路服務：目前有I-Taiwan進駐經營。
- 悠遊卡刷卡借書服務。

## 外部連結
- 苗栗縣立圖書館 （页面存档备份，存于）